# Paepalanthus actinocephaloides
Paepalanthus actinocephaloides är en gräsväxtart som beskrevs av Silveira. Paepalanthus actinocephaloides ingår i släktet Paepalanthus och familjen Eriocaulaceae. Inga underarter finns listade i Catalogue of Life.